# Större snyltvägstekel
Större snyltvägstekel (Ceropales maculata) är en stekelart som först beskrevs av Fabricius 1775.  Större snyltvägstekel ingår i släktet Ceropales, och familjen vägsteklar. Arten är reproducerande i Sverige.
Honor är med en längd av 5 till 12 mm större än hanar som blir 4 till 8 mm långa. Individernas känselspröt är ganska korta jämförd med antennerna hos andra vägsteklar och tjockast vid spetsen. Större snyltvägstekel har en svart kropp med tvärgående vita band nära huvudet och nära slutet. Mellan varje öga och känselspröten förekommer ett vitt mönster och mellan antennerna en liten vit fläck. Arten har huvudsakligen rödaktiga extremiteter.
Utbredningsområdet sträcker sig över Eurasien fram till Japan. Arten saknas i bergstrakter i Norden och i Rysslands arktiska regioner.
Honor följer efter en annan vägstekel som till exempel kan tillhöra släktena slankvägsteklar (Agenioideus), borstvägsteklar (Anoplius), sandvägsteklar (Arachnospila), riddarvägsteklar (Episyron) eller sabelvägsteklar (Pompilus). När den andra vägstekeln har fångad en spindel lägger större snyltvägstekel sina ägg i öppningen till spindelns boklungor. Larven parasiterar först på den andra vägstekelns larv och sedan på spindeln.
Arten är i Norden aktiv mellan maj och slutet av oktober. Troligtvis förekommer en generation under våren och en under sommaren.
Artepitet maculata i det vetenskapliga namnet är latin och betyder fläckig.